# Oncorhynchus masou
El salmón japonés o salmón masu (Oncorhynchus masou) es una especie de pez de la familia Salmonidae en el orden de los Salmoniformes. Es un pez eurihalino marino y de agua dulce de la familia salmónidos, distribuidos por el océano Pacífico en el mar de Ojotsk, en el mar del Japón y por la costa japonesa del Pacífico.

## Etimología
El nombre del género Oncorhynchus deriva de las palabras griegas ὄγκος /ónkos/, que significa "gancho" o "púa", y ῥύγχος /rhúnkhos/, que significa "nariz" u "hocico". Hace referencia a las características mandíbulas ganchudas que adquieren los machos de muchas especies de salmón en la época de apareamiento. El epíteto específico masou deriva de la palabra japonesa マス /masu/ "trucha", ya que el nombre de este pez en japonés es trucha cereza (桜鱒 サクラマス, sakura masu).

## Anatomía
La longitud máxima descrita fue de 79 cm, con un peso máximo publicado de 10 kg.

## Hábitat y biología
Son peces de clima templado y anádromos, que remontan los ríos hasta su cabecera para reproducirse después de haber crecido hasta la madurez en el mar a unas profundidades entre 0 y 200 metros. Cuando viven en el río mantienen un territorio cerca de la cabecera del río donde se alimentan fundamentalmente de insectos, aunque también de algunos pequeños crustáceos y peces, mientras que cuando viven en el mar forman cardúmenes al llegar al estuario y permanecen allí una corta etapa, tras la cual se dispersan en mar abierto donde se alimentan de peces y crustáceos.

## Subespecies

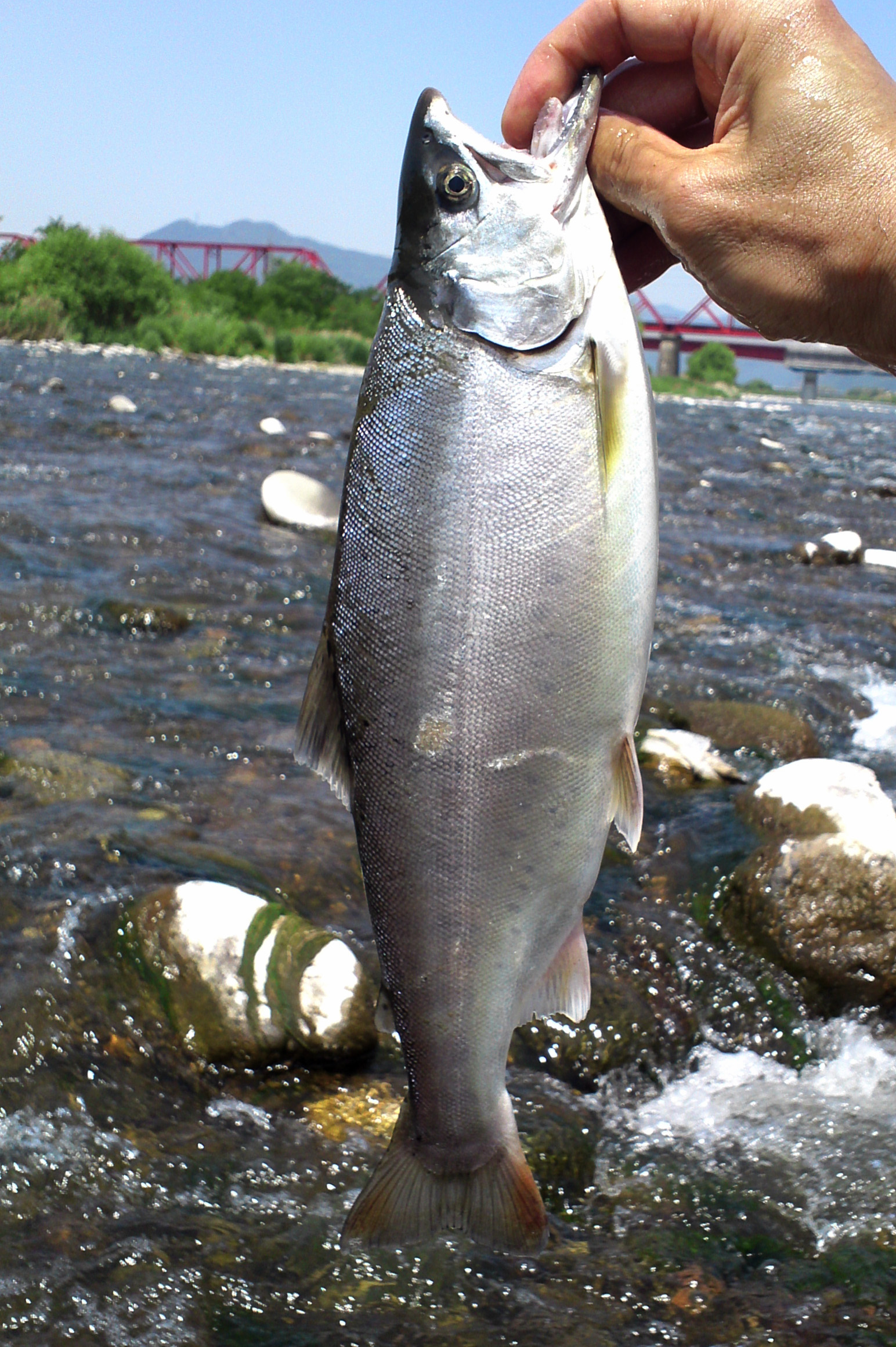
Oncorhynchus masou ejemplar juvenil.

- Oncorhynchus masou formosanus (Jordan & Oshima, 1919
- Oncorhynchus masou macrostomus (Günther, 1877
- Oncorhynchus masou masou (Brevoort, 1856.[7]